# Контролер універмагу
«Контролер універмагу» (англ. The Floorwalker) — американська короткометражна кінокомедія режисера Чарльза Чапліна 1916 року.

## Сюжет
Керуючий та його помічник отримують якусь важливу звістку і збираються бігти, прихопивши всю виручку універмагу. Однак згоди між ними немає, і контролер вирішує привласнити всі гроші собі. У той же час в магазині з'являється відвідувач-бродяга, який веде себе вельми нахабно. Справа ускладнюється тим, що він надзвичайно схожий на помічника керуючого. Цей факт заплутує ситуацію до краю.

## У ролях
- Чарлі Чаплін — бродяга
- Ерік Кемпбелл — Джордж Браш, керуючий магазином
- Една Первіенс — секретарка
- Ллойд Бекон — контролер
- Альберт Остін — завідувач відділом
- Шарлотта Міно — детектив
- Лео Вайт — покупець валізи
- Джеймс Келлі —  ліфтер
- Джон Ренд — поліцейський